# Weegerberg
Weegerberg, teils auch Weeger Berg geschrieben, ist eine Ortslage in der bergischen Großstadt Solingen.

## Lage und Beschreibung
Weegerberg befindet sich im Norden des Stadtbezirks Burg/Höhscheid. Der Ort liegt an einem Südhang des Pilghauser Bachtals, das sich zwischen den beiden auf Höhenrücken verlaufenden Straßen Neuenhofer Straße, der Bundesstraße 229, sowie der Katternberger Straße befindet. Die zu dem Ort gehörenden Gebäude an einer Weeger Berg genannten Stichstraße sowie ein gleichnamiger Kleingartenverein befinden nördlich der Hermannstraße. Ansonsten ist der kleine Ort in der geschlossenen Bebauung aufgegangen. Östlich bzw. südöstlich befinden sich die katholische Kirche St. Suitbertus sowie die Wohnsiedlung Weegerhof des Spar- und Bauvereins Solingen.
Benachbarte Orte sind bzw. waren (von Nord nach West): Obenpilghausen, Obenweeg, Erf, Lindenhof, Kirschheide, Unten- und Mittelpilghausen sowie Stübchen.

## Etymologie
Der Ortsname Weegerberg ist von dem Ortsnamen Weeg abgeleitet, der seit dem 15. Jahrhundert nachgewiesen ist. Es handelt sich um den Berg, der vom Pilghauser Bach zur alten Hofschaft hinauf führt.

## Geschichte
Weegerberg entstand wahrscheinlich als Einzelsiedlung am Ende des 19. Jahrhunderts. Der Ort lag innerhalb der damaligen Bürgermeisterei Höhscheid, die seit 1856 Stadtrechte besa und lag in der dortigen Flur III. Neuenhof. Er ist erst in der Preußischen Neuaufnahme von 1892 auf Kartenwerken verzeichnet, bleibt dort jedoch unbenannt.
Mit der Städtevereinigung zu Groß-Solingen im Jahre 1929 wurde Weegerberg ein Ortsteil Solingens. Im ersten Stadtplan der neuen Großstadt Solingen ist der Ort als Weegerberg noch in solitärer Lage verzeichnet. In den 1960er Jahren wurde durch den Ort die Hermannstraße gebaut, die fortan Glockenstraße und Messerstraße miteinander verband, und diese durchgängig bebaut. Seit 1980 findet sich die Schreibweise Weeger Berg im Stadtplan, seither etwas nördlich im Pilghauser Bachtal. Eine dort abzweigende Stichstraße sowie ein Kleingartenverein tragen den Namen des Ortes, der ansonsten kaum noch gebräuchlich ist.